# Coucy
Coucy é uma comuna francesa na região administrativa de Grande Leste, no departamento Ardenas. Estende-se por uma área de 6,37 km². Em 2010 a comuna tinha 508 habitantes (densidade: 79,7 hab./km²).